# Benefit Cosmetics
Benefit Cosmetics LLC este un producător de produse cosmetice înființat în San Francisco, California. Firma are peste 2,000 de puncte de lucru în peste 30 de țări. Este o filială a LVMH.

## Fondatorii
Jean și Jane Ford s-au născut în Indiana, dar mai târziu s-au mutat spre vest să urmeze o carieră în modeling. După o perioadă scurtă de timp, în care au activat în acest domeniu, fetele Ford a decis să își dezvolte carierele prin intermediul produselor cosmetice. În prezent sunt în continuare co-fondatori ai afacerii.

## Produse
Lista de mai jos reprezintă zece dintre cele mai populare produse (cu excepția seturilor cadou) Benefit Cosmetics.
- Baza pentru fondul de ten:the POREfessional face primer
- Rimel : they're real! lengthening mascara
- Bronzer: dew the hoola liquid bronzer
- Eyeliner: they're real! gel eyeliner pen
- Rimel: roller lash mascara curling
- Pentru modelarea sprâncenelor: brow zings eyebrow shaping kit
- Fard de obraz: benetint cheek & lip stain
- Fond de ten: hello flawless! powder foundation
- Corector: fakeup hydrating under eye concealer
- Iluminare: high beam liquid highlighter

## Istoria

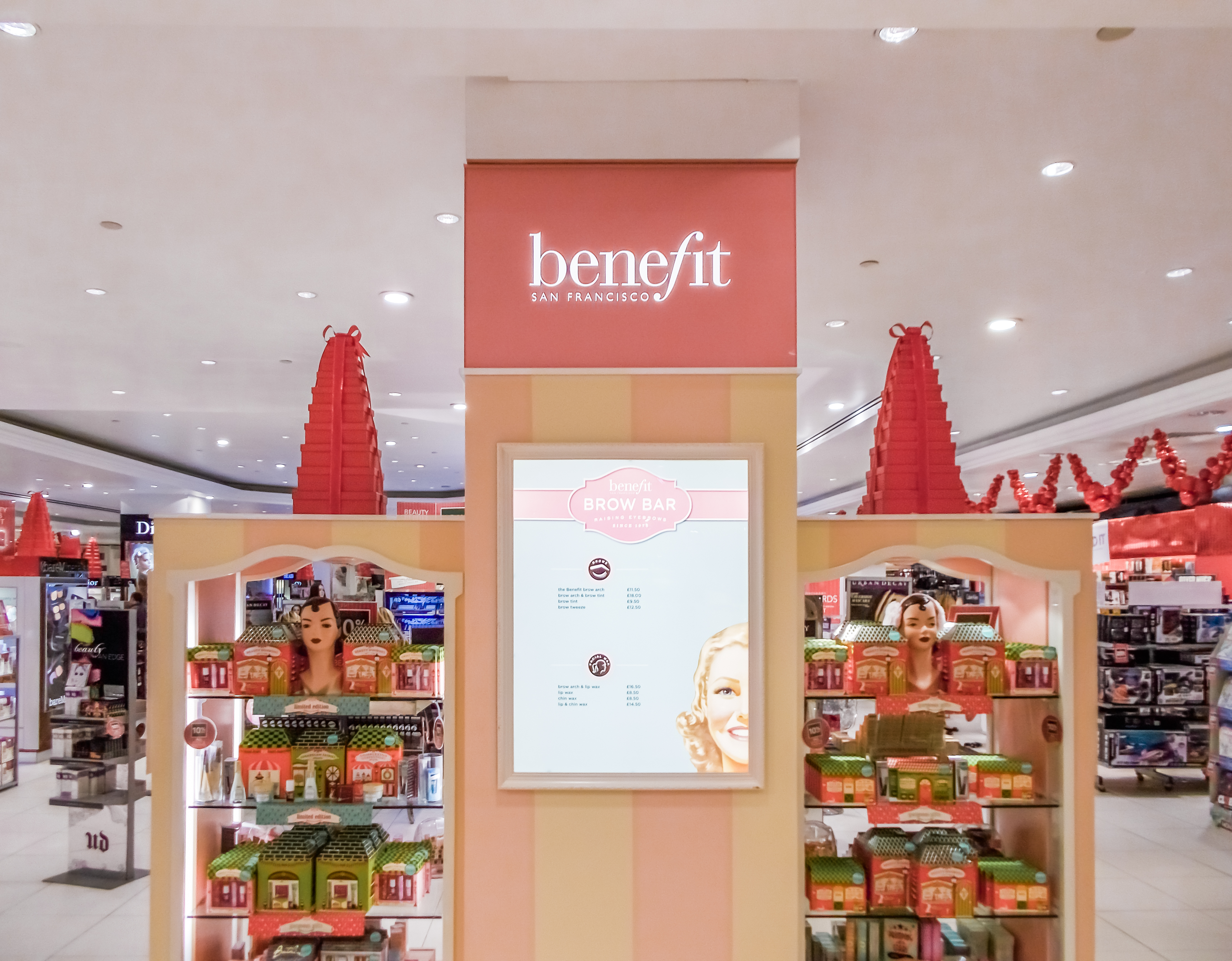
stand Benefit în magazinul Debenhams din Sutton, Londra

Benefit Cosmetics a fost înființată în 1976 de către gemenele Jean și Jane Ford. Decizia de a avea propriul lor butic de înfrumusețare a fost doar o pură întâmplare, bazată pe o aruncare de monedă, cap pentru o cafenea și pajură pentru magazinul cu produse cosmetice. În 1976, Jean și Jane Ford au deschis un magazin mic cu produse de machiaj, denumit The Face Place, în cartierul Mission District din San Francisco. Primul lor produs a fost un fard de obraz și un ruj numit "Rose tint" (acum redenumit "benetint"). Jean și Jane Ford au creat inițial această nuanță pentru o dansatoare exotica care avea nevoie de o culoare apropiată de cea a sfârcului. Benetint este cel mai cunoscut din această poveste, dar acum a devenit popular în rândul unei clientele mai variate. Rămâne cel mai bine vândut produs, cu 10 milioane de bucăți vândute. The Face Place s-a mutat în anii '80 în centrul orașului San Francisco, și o dată cu această mutare, a apărut și un nou produs pentru buze, cu efect de mărire. 
În 1989, a apărut și un catalog cu produse. Apoi, Jean și Jane Ford s-au axat pe partea de distribuție și, în curând după aceea magazinul a fost redenumit Benefit Cosmetics. În 1991, Benefit a deschis primul magazin din orașul New York. Datorită succesului din Statele Unite ale Americii, Benefit a decis să se extindă internațional. În anul 1997 s-a deschis primul magazin în Harrods din Londra. Curând după aceea, cei de la Benefit Cosmetics și-au deschis pagina web oficială Arhivat în 26 mai 2016, la Wayback Machine..
LVMH a achiziționat Benefit Cosmetics în 14 septembrie 1999. În 2001, Benefit a lansat prima colecție de produse pentru baie, Bathina. Benefit își deschide primul "Brow Bar" (un salon specializat în stilizarea sprâncenelor) în anul 2003 în Macy's Union Square din San Francisco.